# Ohama Kagetaka
Ohama Kagetaka (小浜景隆?  1540-1597) fue un pirata japonés que vivió durante la última parte del período Sengoku y el período Azuchi-Momoyama de Japón. Operó en la región de la provincia de Shima (actualmente parte de la prefectura de Mie), convirtiéndose luego en general y líder de las fuerzas navales tanto de Takeda Shingen como de Tokugawa Ieyasu antes de su muerte en 1597 a la edad de 57 años. 

## Historia
Ohama operó como líder de los piratas en la zona de la actual Obama en Toba, prefectura de Mie. Tuvo un inmenso poder en el área de la bahía de Ise y gran influencia sobre el clan Kitabatake, el cual poseía el gobierno de la provincia de Ise. Ohama controló a la familia Kitabatake de piratas por ser dueño de un atakebune al que utilizó para derrotar a Kuki Yoshitaka, quien se había aliado con Oda Nobunaga para unificar a la provincia de Shima.